# Domaszczyn

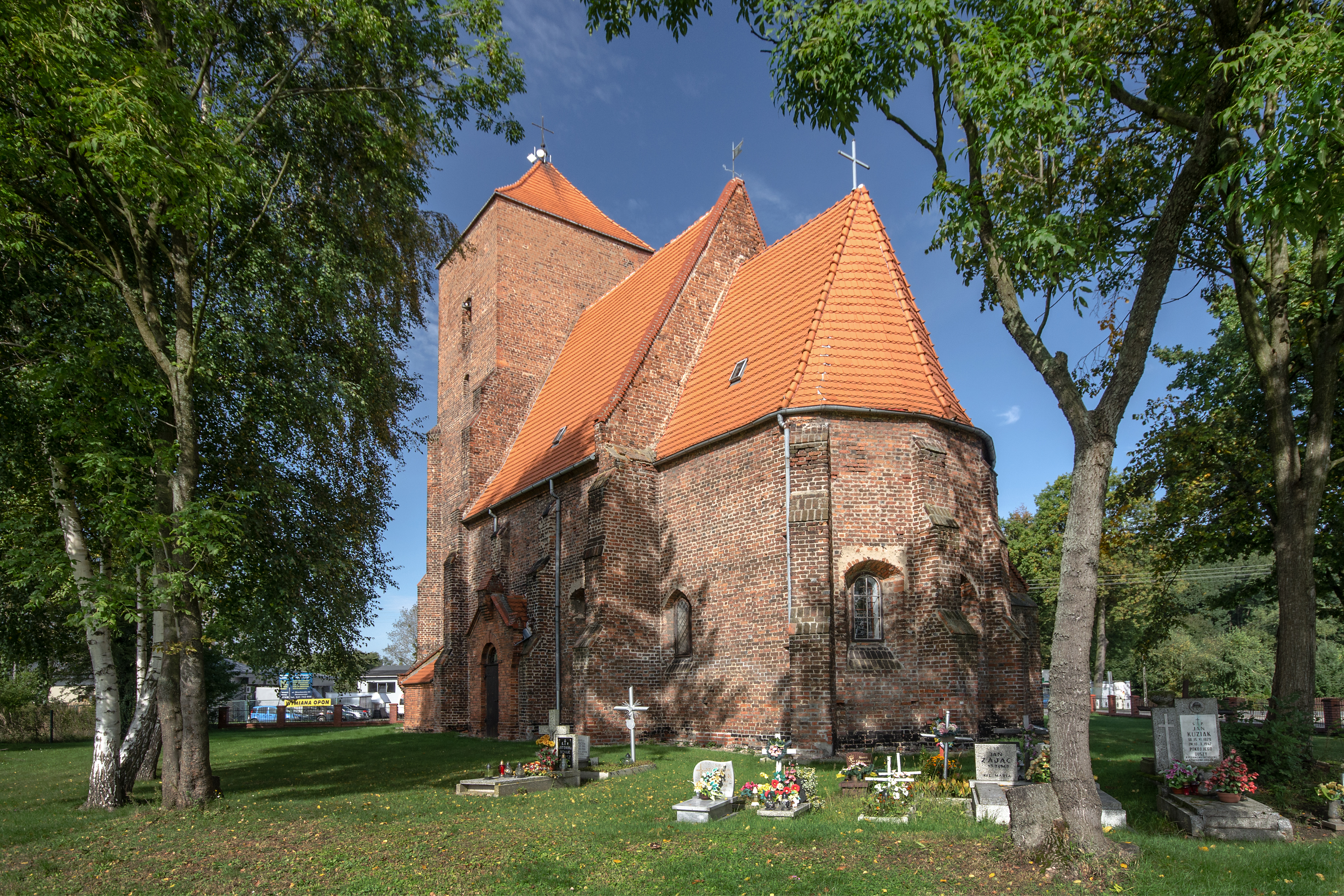
Kościół pw. Podwyższenia Krzyża Świętego

Domaszczyn (niem. Domatschine, od 1935 r. Sachsenau, łac. Domancici) – wieś w Polsce położona w województwie dolnośląskim, w powiecie wrocławskim, w gminie Długołęka.

## Podział administracyjny
W latach 1945–1951/1954 Domaszczyn administracyjnie wchodził w skład gminy gmina Zakrzów w powiecie oleśnickim. W latach 1975–1998 miejscowość administracyjnie należała do województwa wrocławskiego.

## Nazwa
W przeszłości zostały zanotowane następujące nazwy miejscowości:
- łac. Domancici - w 1245 r.
- niem. Domatschine
- niem. Sachsenau (zmiana 29 listopada 1935 r.)[4]
- pol. Domaszczyn - 1945 r.

Według niemieckiego językoznawcy Heinricha Adamy’ego nazwa miejscowości należy do grupy nazw patronomicznych i pochodzi od łacińskiego imienia założyciela oraz pierwszego właściciela Domanciusa lub Domancicusa. W swoim dziele o nazwach miejscowości na Śląsku wydanym w 1888 roku we Wrocławiu Adamy wymienia jako starszą od niemieckiej nazwę miejscowości Domasczin podając jej znaczenie "Dorf des Domancicus" czyli po polsku "Wieś Domancicusa".

## Historia
- w 1867 r. mieszkało tutaj 215 mieszkańców
- w 1871 r. na terenie wsi było 35 budynków mieszkalnych, 51 gospodarstw domowych, a mieszkało 211 ludzi, w tym 6 analfabetów
- w 1876 r. doliczono się 18 koni i 98 sztuk bydła
- w 1877 r. oddano do kasy 417,44 marki podatku gminnego
- w 1905 r. uprawy prowadzono na obszarze 97,4 ha; były tu 33 budynki mieszkalne i 42 gospodarstwa domowe. Z ogólnej liczby 174 mieszkańców, 137 było wyznania ewangelickiego, 37 katolickiego i nie było żadnych Polaków.

Już w 1925 roku było 245 mieszkańców, a w roku wybuchu II wojny światowej było ich 227, na areale uprawnym 575 ha.

## Zabytki
Do wojewódzkiego rejestru zabytków wpisane są:
- kościół parafialny Podwyższenia Krzyża Świętego, w dekanacie Wrocław północ III (Psie Pole), z 1565 r., 1859 r.
- Dom Łowczego - pałacyk myśliwski w kompleksie rezydencjonalnym w Szczodrem, obecnie dom nr 33, pochodzący z 1860 r. - XIX w. Pałacyk myśliwski był częścią kompleksu pałacowo-parkowego w Szczodrem. w Domaszczynie był urządzony zwierzyniec. Po wojnie pałacyk popadł w ruinę, jednak obecnie został odbudowany i znajduje się w rękach prywatnych

inne zabytki:
- stara gospoda

## Szlaki turystyczne
- Szlak dookoła Wrocławia im. doktora Bronisława Turonia[8]